# Liede Tilanus
Liede Tilanus (Amsterdam, 30 maart 1871 – Zeist, 31 maart 1953) was een Nederlandse politica, socialiste en feministe. Ze was lid van de Amsterdamse gemeenteraad en zat in het landelijk bestuur van de Bond van Sociaal-Democratische Vrouwenclubs.

## Levensloop
Tilanus werd geboren in Amsterdam als jongste van acht kinderen. Met haar twee broers en vijf zusjes groeide ze op aan de Amsterdamse Herengracht. Ze was de dochter van Johanna Victoire Liotard (1831-1906) en Jan Willem Reinier Tilanus (1823-1914), hoogleraar heelkunde aan de Universiteit van Amsterdam. Tilanus ging naar een particuliere school en reisde daarna door Europa. In Zweden studeerde ze huisvlijt en handvaardigheid (slöjd).
Op 9 augustus 1899 trouwde ze in Bloemendaal met kunstenaar Michel Duco Crop (1863-1901). Ze waren nog geen twee jaar getrouwd, toen haar man overleed in een krankzinnigengesticht. Op 11 mei 1905 hertrouwde ze met edelsmid Jan Eisenloeffel (1876-1957). Ze bleef haar eigen naam voeren.
Niet lang na de dood van haar eerste man werd Tilanus lid van de Sociaal-Democratische Arbeiderspartij (SDAP). Samen met onder andere Mathilde Wibaut, Carry Pothuis-Smit en Henriëtte van der Mey richtte ze in 1905 de Amsterdamse Vrouwenclub op, later de Bond van Sociaal-Democratische Vrouwenclubs (BSDVC). Tilanus werd secretaris van de bond en pleitte in 1913 voor een vrouwenrubriek in Het Volk, maar dat bleek tevergeefs. Vanaf 1914 raakte ze betrokken bij de vrouwenkiesrechtbeweging.
Van 1919 tot 1935 was Tilanus lid van de Amsterdamse gemeenteraad. Ze zat in de raadscommissie voor bijstand voor de openbare gezondheid en zette zich in voor meer praktische woningen, het montessorionderwijs, de invoering van consultatiebureaus voor zuigelingen en vrouwelijke inspecteurs bij de zedenpolitie. In haar laatste maanden als gemeenteraadslid, voorkwam zij met een motie dat mannen officieel voorrang kregen boven vrouwen bij gemeentelijke vacatures.
In 1919 werd Tilanus secretaris van het landelijke bestuur van de BSDVC. Vanaf 1920 kwam ze regelmatig in conflict met het partijbestuur van de SDAP. Hoewel het bestuur van de bond voorstelde om een reglement op te stellen om de verhouding te verbeteren, zag het partijbestuur het ontslag van Tilanus als de enige oplossing. Toen in 1924 verschillende bestuursleden van de bond ook niet meer achter haar stonden, hield ze de eer aan zichzelf door op te stappen. Na haar ontslag kreeg ze nog zes maanden doorbetaald en verzorgde ze de buitenlandse correspondentie tot Liesbeth Ribbius Peletier secretaris van de BSDVC werd. In 1937 trad Tilanus af als bestuurslid van de Amsterdamse SDVC. Tot 1940 bleef ze - samen met Mathilde Wibaut - Ons Kinderblaadje - redigeren, een bijlage van het sociaaldemocratische vrouwenblad De Proletarische Vrouw.
De laatste jaren van haar leven was ze bedlegerig. Ze stierf op 31 maart 1953 in Zeist, waarna Het Vrije Volk haar werk voor de socialistische scholing van Nederlandse arbeidersvrouwen prees.